# Handpalm

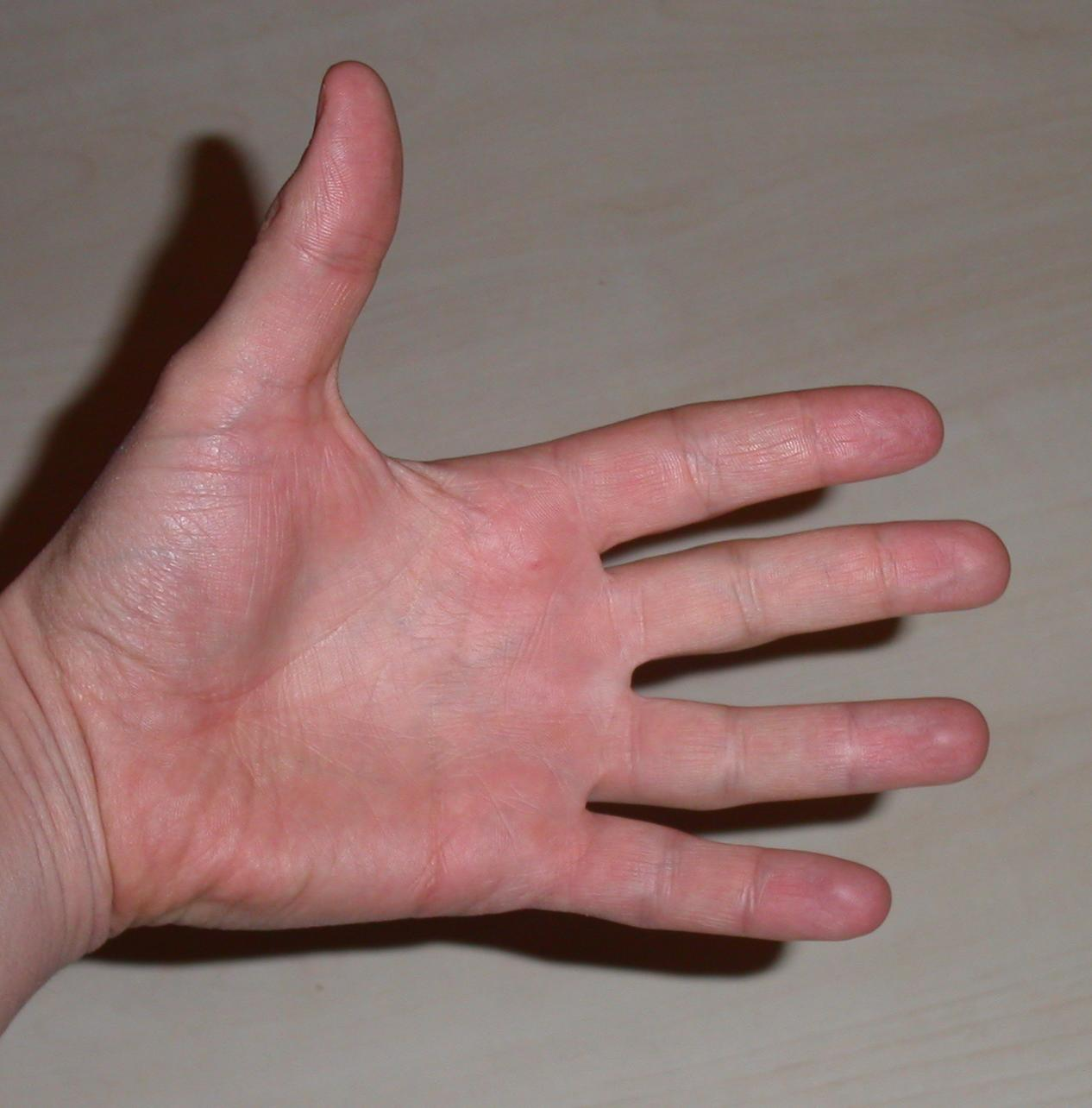
Handpalm en vingers

De handpalm, Latijn: palma of vola, is het binnenste, platte deel van de hand tussen de pols en de knokkels, de basis van de vingers. De hand is essentieel voor het vastpakken en manipuleren van voorwerpen. Mensen kunnen door het buigen en strekken van de vingers en de beweging van de duim allerlei voorwerpen vastpakken en gebruiken, zoals een pen of gereedschap. De handpalm ligt ventraal in de hand, de knokkels dorsaal, dus op de rug van de hand.
Er zitten vijf middenhandsbeentjes in de handpalm, die de handwortelbeenderen in de pols met de vingerbasisgewrichten, dus met de proximale vingerkootjes verbinden. Er zitten in de handpalm ook verschillende spieren en pezen, die voor de beweging van de vingers zorgen. De handpalm wordt gevoed door de middelste zenuw, door de nervus medianus en de elleboogzenuw, de ulnaire zenuw. Deze zenuwen zorgen voor gevoel in de hand en de beweging van de vingers.
Het carpaletunnelsyndroom is een veelvoorkomend probleem waarbij de middelste zenuw in de pols bekneld raakt. Dit kan pijn, gevoelloosheid en zwakte in de hand veroorzaken.